# GNT (ブラジルのテレビ局)
GNTは、ブラジルの有料テレビ放送チャンネル。1991年11月10日に、グローボサット・ニュース・テレビジョン (Globosat News Television) という名称で、ニュース専門チャンネルとして開局した。2003年9月に、チェンネルの位置付けが変更され、主として女性の関心を惹くような話題に焦点を当てるようになり、エンターテイメントや情報を中心に、内容が深刻になり過ぎないよう、軽妙なアプローチで様々な内容を取り上げ、生活態度、ガストロノミー、ファッション、性、連続ドラマ、ドキュメンタリー、映画などが扱われている。

## 2010年代以降の動向

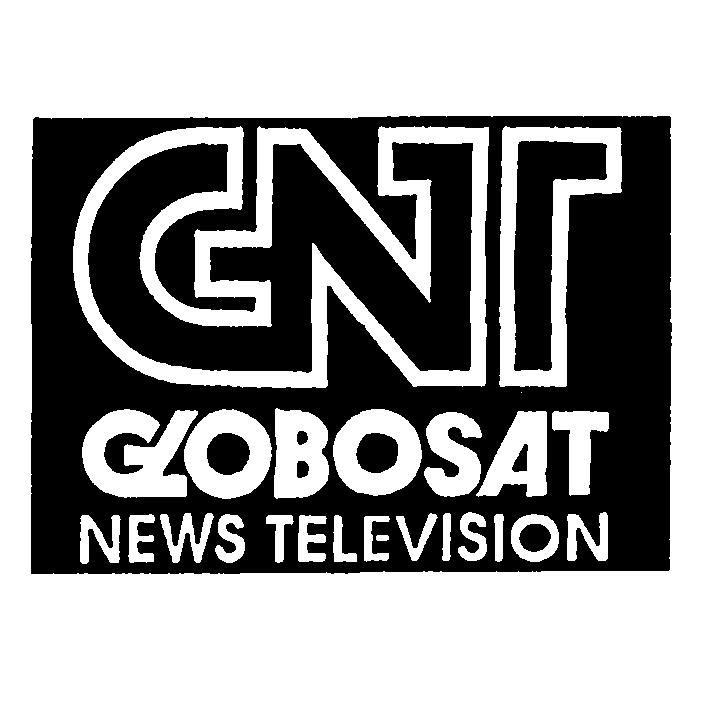
1996年まで使用されたロゴ。

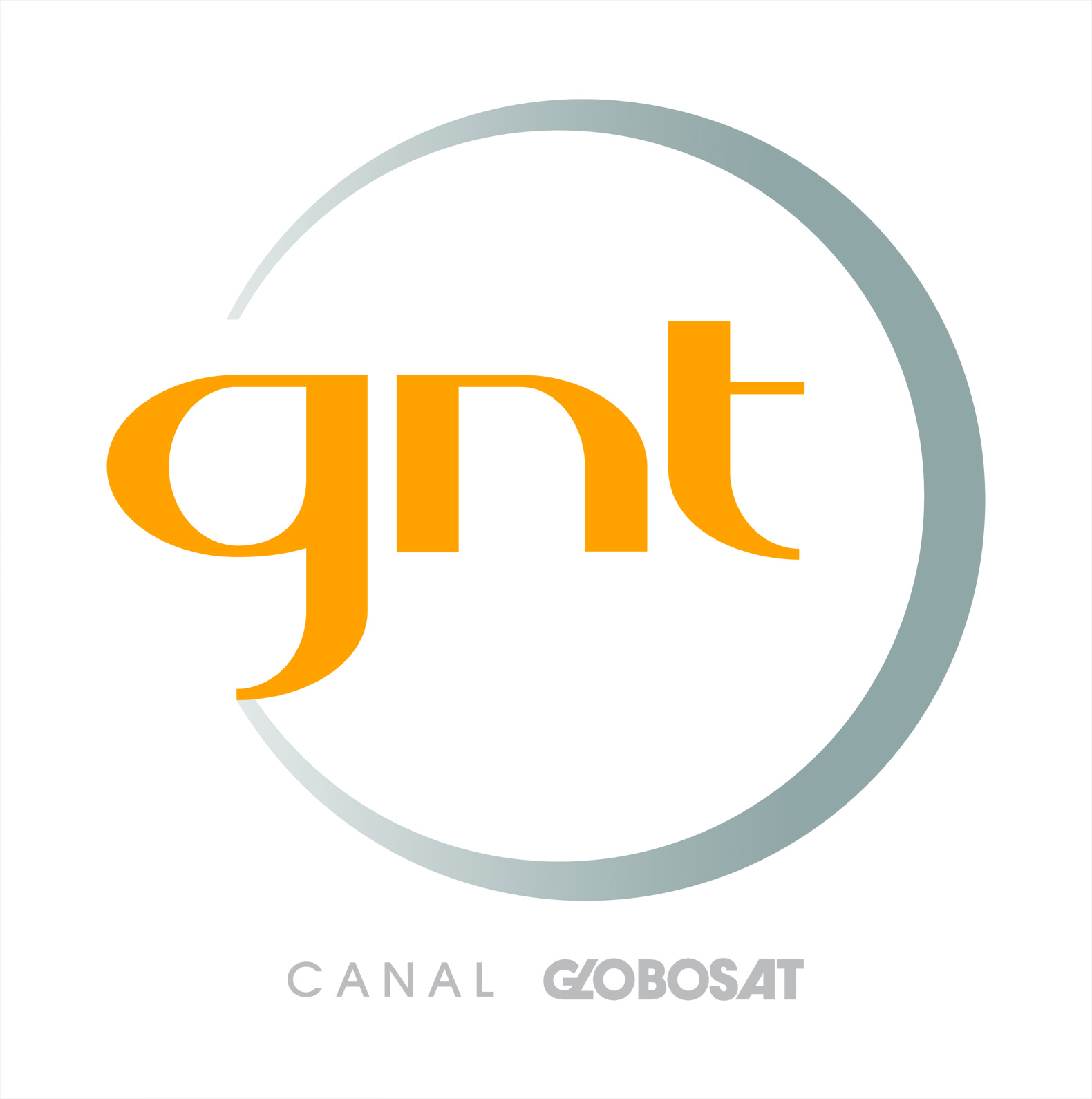
2011年まで使用されたロゴ。

2010年12月、『マンハッタン・コネクション (Manhattan Connection)』は、GloboNews へ移ることが発表された。
2011年3月、GNTは、新しいブランドとビジュアル アイデンティティを導入するとともに、新番組をいくつも開始した。『Duas Histéricas』、『Vamos Combinar』、『Decora』、『Santa Ajuda』、『Chegadas e Partidas』などのプログラムが新たに放送された。そして、番組『スーパーボニータ (Superbonita)』の司会者となったルアナ・ピオヴァーニは、『エレンの部屋 (The Ellen DeGeneres Show)』にも登場した。
この年の3月22日から、番組『Mãe & Cia』は、ディアナ・ブートの司会で、放送が始まった。

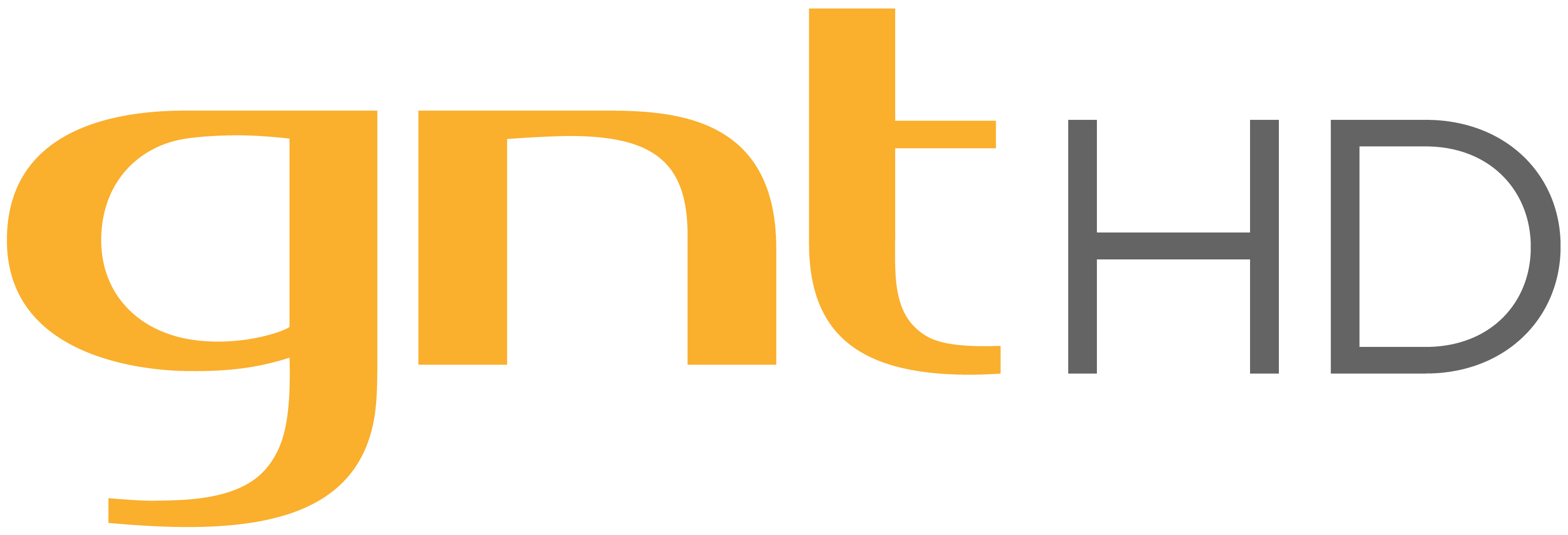
GNTのHD放送のロゴ。

2012年8月24日、このチャンネルで、高精細度テレビジョン放送 (HD) が開始された。
この放送局は、再び広告市場で最も高く評価される立場に復帰した。
2024年1月15日からは、連続ドラマの放送が始まり、2015年にワルシル・カラスコが制作してTVグローボで放送した『ヴェルダージス・セクレタス (Verdades Secretas)』が、GNTのチャンネル最初の連続ドラマとして放送された。放送時間は、月曜日から金曜日までの、深夜午前0時であった。 